# Comité antifasciste juif

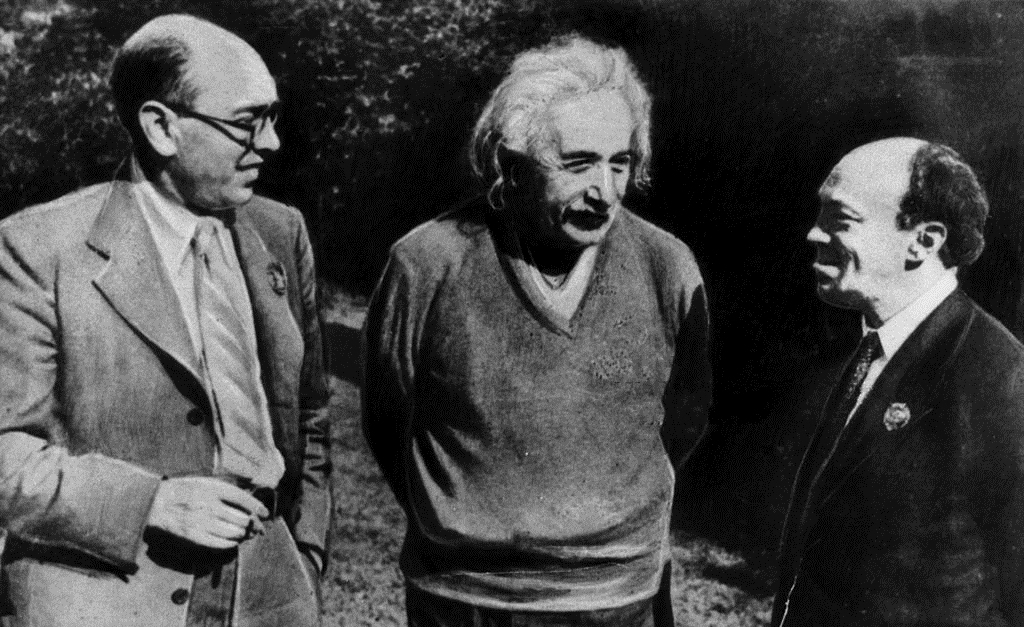
Solomon Mikhoels (à droite) en 1943

Le Comité antifasciste juif (CAJ, en russe : Еврейский антифашистский комитет ou ЕАК) a été formé en avril 1942 à Kouïbychev avec le soutien officiel des autorités soviétiques. Placé sous l'autorité du Sovinformburo, il avait pour but d'influencer l'opinion publique internationale et d'organiser le soutien politique et matériel du monde occidental dans le combat de l'Union soviétique contre le Troisième Reich.

## Création
L’idée de création d’un « Comité international juif antifasciste » revient à Victor Alter et Henryk Erlich respectivement dirigeants en Pologne du Bund et de l’Internationale socialiste. Tout juste libérés des prisons soviétiques après l’invasion allemande (où ils étaient détenus depuis septembre 1939 à la suite de l’invasion de la Pologne par les troupes allemandes et soviétiques) ils proposent par un mémorandum à Staline la création d’un « Comité international juif antifasciste » afin de seconder l’Union soviétique dans son combat contre l’envahisseur allemand en mobilisant l’opinion publique des pays de l’Ouest. Staline répond à cette proposition en remettant les deux dirigeants en prison où ils seront bientôt exécutés. 
L’idée est cependant reprise par Staline qui décide la création d’un comité, mais strictement soviétique. Le comité devant être composé de personnalités juives les plus importantes du parti, du gouvernement, des milieux économiques, scientifiques, culturels et militaires. 
Le 24 août 1941 est annoncé sur les ondes de Radio Moscou la création du Comité antifasciste juif d’Union soviétique. Cette première allocution prononcée en yiddish et débutant par les mots « Brider un shvester, yidn fun der gantser velt » (Frères et sœurs, Juifs du monde entier) s’adresse à l’ensemble des juifs les appelant à la résistance contre les Allemands et leur demandant de soutenir l’Union soviétique dans sa lutte. 
C’est seulement le 23 avril 1942 que la composition définitive du CAJ est rendue publique. Il est composé de 70 membres et d’un présidium de 19 personnes. Il a pour président Solomon Mikhoels, le populaire acteur et directeur du Théâtre juif d'État de Moscou, et pour secrétaire général Chakhno Epstein. En juin 1942, le Comité se dote d’un journal publié en yiddish, l’hebdomadaire Eynikeyt (Unité, en yiddish : אייניקייט et en cyrillique : Эйникейт).

## Activités
Le Comité diffuse de la propagande prosoviétique à des audiences étrangères, leur assurant de l'absence totale d'antisémitisme en URSS. En 1943, Mikhoels et Itzik Fefer, les premiers représentants officiels de la communauté juive soviétique autorisés à visiter le monde occidental, embarquent pour une tournée de sept mois aux États-Unis, au Canada, au Mexique et en Royaume-Uni, pour susciter leur soutien. Aux États-Unis, ils sont accueillis par un Comité de réception national, présidé par Albert Einstein, par B. Z. Goldberg, le gendre de Cholem Aleikhem et par l'American Jewish Joint Distribution Committee. Le plus grand rassemblement prosoviétique jamais tenu aux États-Unis, a lieu le 8 juillet au Polo Grounds, où 50 000 personnes écoutent Mikhoels, Fefer, Fiorello LaGuardia, Sholem Asch, et le président du Congrès juif mondial, le rabbin Stephen Wise. Ils rencontrent entre autres, Chaim Weizmann, Charlie Chaplin, Marc Chagall, Paul Robeson et Lion Feuchtwanger. 
En plus des fonds récoltés pour l'effort de guerre de la Russie, au total 45 millions de dollars (dont 16 millions aux États-Unis, 15 millions en Angleterre, 1 million au Mexique et 750 000 en Palestine sous mandat britannique), ils reçoivent d'autres contributions comme du matériel technique, du matériel médical, des ambulances, des habits etc. Le 16 juillet 1943, la Pravda, rapporte que « Mikhoels et Feffer ont reçu un message de Chicago, qu’une conférence spéciale du Joint a lancé une campagne pour financer un millier d’ambulances pour les besoins de l'Armée rouge ». La visite engage aussi le public et le gouvernement américain à entrer en guerre contre l'Allemagne.
Le Comité publie par ailleurs 65 ouvrages ainsi que de très nombreux essais et brochures.

## Persécutions
Les contacts avec les organisations juives américaines aboutissent au projet de publication d'un Livre noir, document sur l'antisémitisme des nationaux-socialistes allemands et sur la participation des Juifs dans les mouvements de résistance, simultanément en Amérique et en URSS. Le Comité antifasciste juif s'implique alors dans la recherche et la collecte de documents sur l'extermination des juifs dans les territoires conquis par les forces allemandes. Ce travail de recherche va à l'encontre de la politique officielle soviétique de présenter les atrocités commises par les Allemands comme commises contre les citoyens soviétiques et de ne pas reconnaître la spécificité du génocide des Juifs.
Certains des membres du Comité sont aussi des partisans de l'État d'Israël, créé en 1948 et que Staline soutint pendant une courte période. Leurs contacts avec la diaspora juive, spécialement celle des États-Unis au début de la Guerre froide, les rendent vulnérables aux accusations d'ennemi du socialisme.   
Une version du Livre est finalement publiée à New York et à Bucarest en 1946, mais l'édition russe, pourtant prête à être imprimée, est interdite alors que la situation politique de la communauté juive soviétique se détériore.  
Le Comité antifasciste juif propose à Staline la création en Crimée d'une république autonome juive. En janvier 1948, Mikhoels est assassiné à Minsk et le crime est camouflé en un accident de la circulation. En novembre 1948, les autorités soviétiques lancent une campagne pour liquider ce qui reste de la langue et de la culture yiddish. Le 21 novembre, le Comité est interdit et ses archives confisquées. Dans le courant de l'hiver 1948-1949, l'ensemble des membres dirigeants du Comité est arrêté. Ils sont accusés de déloyauté, de nationalisme bourgeois, de cosmopolitisme et de planifier une république juive en Crimée pour servir les intérêts américains. 
En janvier 1949, la presse soviétique lance une campagne massive de propagande contre les « cosmopolites sans racine », l'antisémitisme d’État devient alors explicite. Markish remarque à cette époque : « Hitler voulait nous détruire physiquement, Staline veut nous détruire spirituellement. »
Entre avril et juillet 1952, au terme de délibérations secrètes, le conseil militaire de la Cour suprême condamne à mort treize accusés. Ils seront secrètement exécutés dans la nuit du 12 au 13 août 1952, dans ce qui sera connu sous le nom de la « Nuit des poètes assassinés ».

## Liste des personnalités membres du Comité antifasciste juif
La taille du Comité a fluctué au cours du temps. Selon Alexandre Soljenitsyne, il a eu jusqu'à environ 70 membres. 

### Membres du comité touchés par la répression
- Solomon Mikhoels (président), acteur et directeur du Théâtre juif d'État de Moscou, assassiné en janvier 1948.
- Solomon Losovski (secrétaire), ancien vice-ministre soviétique des Affaires étrangères, et le responsable du Bureau d'information soviétique, exécuté le 12 août 1952.
- Itzik Fefer, poète, exécuté le 12 août 1952.
- Solomon Bregman, ministre-député du Contrôle d'état, mort torturé en prison le 23 janvier 1953.
- Aaron Katz , général de l'Académie militaire Staline, libéré de prison après la mort de Staline, mort en 1971.
- Boris Shimeliovich, médecin en chef de l'Armée rouge, et directeur de l'hôpital Botkin. Exécuté en août 1952.
- Joseph Yuzefovich, historien, exécuté le 12 août 1952.
- Leib Kvitko, poète, exécuté le 12 août 1952.
- Peretz Markish, poète, exécuté le 12 août 1952.
- David Bergelson, écrivain, exécuté le 12 août 1952.
- David Hofstein, poète, exécuté le 12 août 1952.
- Benjamin Zuskin, acteur, exécuté le 12 août 1952.
- Ilya Vatenberg, éditeur, exécuté le 12 août 1952.
- Emilia Teumim, éditrice, exécutée le 12 août 1952.
- Leon Talmy, journaliste et traducteur, exécuté le 12 août 1952.
- Khayke Vatenberg-Ostrowskaya, traductrice, femme d'Ilya Vatenberg, exécutée le 12 août 1952.
- Lina Stern, femme médecin et biochimiste, condamnée à la prison à vie, libérée après la mort de Staline. Morte en 1968.
- Der Nister, écrivain, exilé au Birobidjan en 1947, emprisonné au 1949, mort dans un hôpital carcéral en 1950.

### Membres du comité épargnés par la répression
- Chakhno Epstein, secrétaire et éditeur du journal Eynikeyt, mort en 1945.
- Ilya Ehrenbourg, écrivain et militant du Mouvement mondial des partisans de la paix.
- Shlomo Shleifer, grand rabbin de Moscou.
- Vassili Grossman, écrivain et correspondant de guerre.
- Alexandre Taïrov, directeur de théâtre.
- Samuel Halkin, écrivain.